# Claude Paillat
 (mai 2022).
Claude Paillat, né le 11 janvier 1924 à Paris 6e et mort le 19 janvier 2001 à Ivry-sur-Seine, est un journaliste français.

## Biographie
Chef du bureau d'Afrique du Nord, de Match, puis envoyé spécial de Paris-Presse en Algérie. Étiqueté « Algérie française », son livre « Le dossier secret de l'Algérie » fut favorablement accueilli par le Canard enchaîné, dont il rejoint l'équipe sous l'influence de Jean Clémentin, se signalant par la précision des renseignements obtenus pendant le passage à Madrid du général Raoul Salan en 1960-61. Il a des contacts au sein de la classe dirigeante et des clubs mondains, c'est un informateur des milieux militaires et religieux.
Il se lance dans des recherches d'"histoire immédiate" sur les conseils et avec l'aide de Jean Clémentin. En 1985, le Canard enchaîné décida de se séparer de lui, invoquant sa « position de repli et de réserve », après la renonciation de Jean Clémentin à sa fonction de rédacteur en chef en juin 1976. Il affirme quant à lui « avoir été mis au placard ». Cette séparation ne se fit pas à l'amiable, et devant la commission arbitrale des journalistes, il obtient en partie gain de cause en ce qui concerne la question de ses indemnités de licenciement.

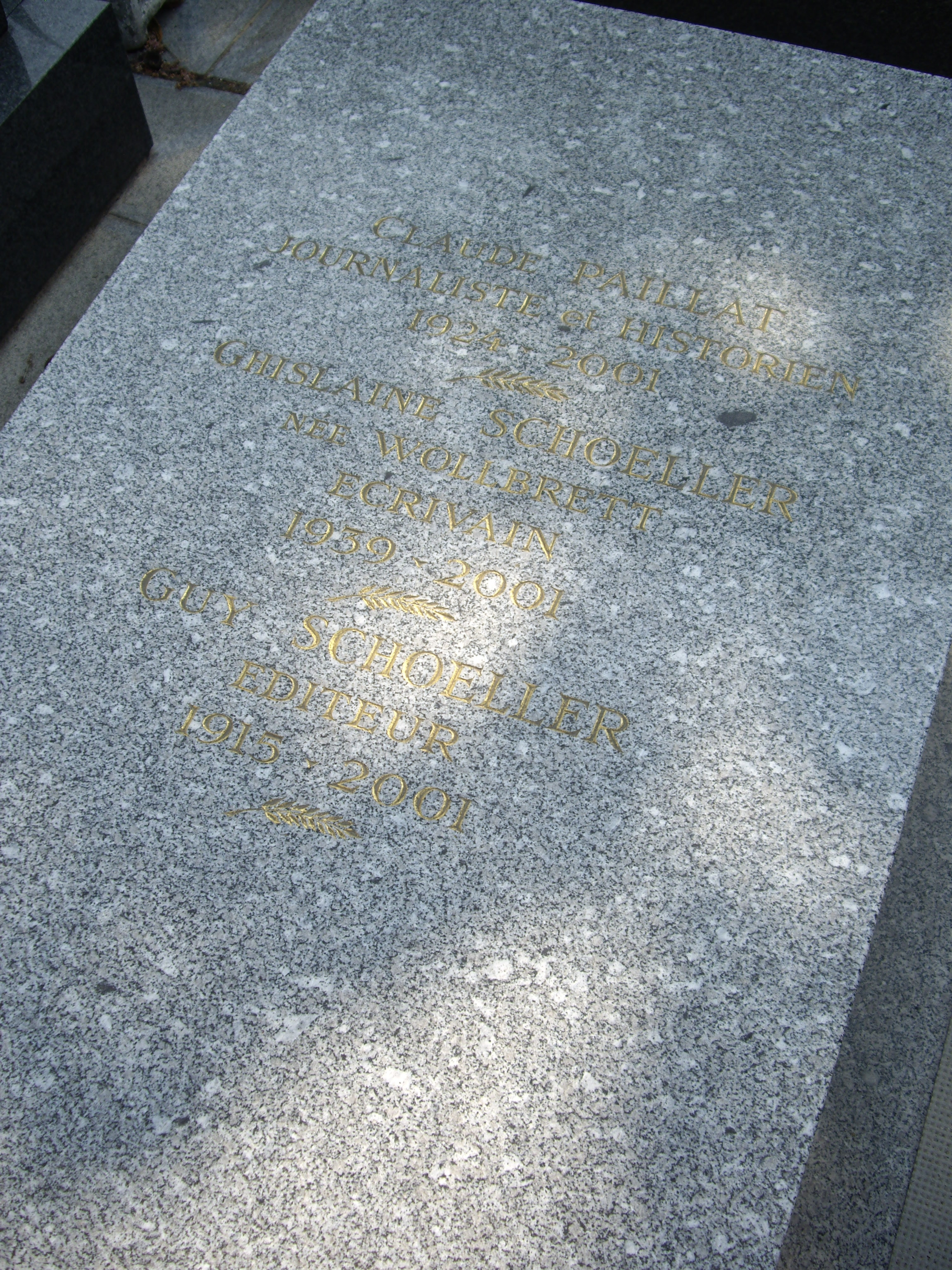
Sa tombe au cimetière d'Auteuil

Il est mort en 2001 et inhumé au cimetière d'Auteuil à Paris.

## Postérité
Une vie pleine de rencontres et de témoignages a fait que Claude Paillat a pu recueillir une quantité importante d'archives. Elles peuvent être consultées à la Hoover Institution en Californie. Les milliers de papiers concernent les ressources utilisées pour la recherche des œuvres de Claude Paillat ainsi que des informations sur les guerres françaises en Algérie et en Indochine, les présidences de Charles de Gaulle, Georges Pompidou, Valéry Giscard d'Estaing et François Mitterrand y sont présentes.